# Kotkapura
Kotkapura (en punyabí: ਕੋਟਕਪੂਰਾ ) es una ciudad de la India en el distrito de Faridkot, estado de Punyab.

## Geografía
Se encuentra a una altitud de 221 m s. n. m. a 211 km de la capital estatal, Chandigarh, en la zona horaria UTC +5:30.

## Demografía
Según estimación 2010 contaba con una población de 98 372 habitantes.